# كوساك بونيفال
كوساك بونيفال (بالفرنسية: Coussac-Bonneval)‏ هي بلدية في مقاطعة فيين العليا في منطقة أقطانية الجديدة غرب فرنسا. تحتوي محطة كوسك بونيفال خطوط سكك حديدية إلى بريف لا جيلارد وليموج.